# Carrascal
Carrascal is een gemeente in de Filipijnse provincie Surigao del Sur op het eiland Mindanao. Bij de laatste census in 2007 had de gemeente ruim 14 duizend inwoners.

## Geografie

### Bestuurlijke indeling
Carrascal is onderverdeeld in de volgende 14 barangays:
| - Adlay - Babuyan - Bacolod - Baybay - Bon-ot - Caglayag - Dahican | - Doyos - Embarcadero - Gamuton - Panikian - Pantukan - Saca - Tag-Anito |

## Demografie
Carrascal had bij de census van 2007 een inwoneraantal van 14.283 mensen. Dit zijn 1.126 mensen (8,6%) meer dan bij de vorige census van 2000. De gemiddelde jaarlijkse groei komt daarmee uit op 1,14%, hetgeen lager is dan het landelijk jaarlijks gemiddelde over deze periode (2,04%). Vergeleken met de census van 1995 is het aantal mensen met 2.265 (18,8%) toegenomen.

De bevolkingsdichtheid van Carrascal was ten tijde van de laatste census, met 14.283 inwoners op 265,8 km², 45,2 mensen per km².